# Комплементарна терапија
Комплементарна терапија је допунска врста интервенције, коју социјални радници предузимају према одређеној врсти клијената. Најчешће је то, уз индивидуални рад, групна или породична терапија. Важно је да ове терапије буду интегрисане тако да су циљеви различитих процедура конзистентни.